# Vicente March
Vicente March (Valencia, 27 dicembre 1859 – 31 marzo 1927) è stato un pittore spagnolo.

## Biografia
Si forma artisticamente alla Scuola delle Belle Arti di Valencia, dove ha come insegnanti Gonzalo Salvá e Francisco Domingo Marqués. Nel 1876 concorre ad un posto di convitto a Roma con la tela Sbarco a Valencia di Francisco I dopo la sconfitta di Pavia, arrivando secondo. Incoraggiato dal suo professore Francisco Domingo, nel 1887 si trasferisce nella capitale italiana, con mezzi propri, avendo come compagno di viaggio Costantino Gómez.
Una volta a Roma, si stabilisce nei laboratori di Palazzo Patrizi, situati al numero 53-B di Via Margutta, dividendo lo studio con un numeroso gruppo di artisti spagnoli, quasi tutti di Valencia, tra i quali si evidenziano Poveda, Peyrò, Puig Roda, Pedro Serrano, Sànchez Barbudo, Manuel Muñoz Casas ed i fratelli Benlliure, con cui manterrà una grande amicizia per tutta la vita. Completa la formazione artistica all'Accademia Chigi.
In Italia, durante l'estate, trascorre lunghi periodi a Venezia, Napoli ed Assisi con i Benlliure e, soprattutto, a Subiaco, paese dall'aspetto medioevale, che si trova vicino ad Anticoli Corrado, residenza permanente di Mariano Barbasán.

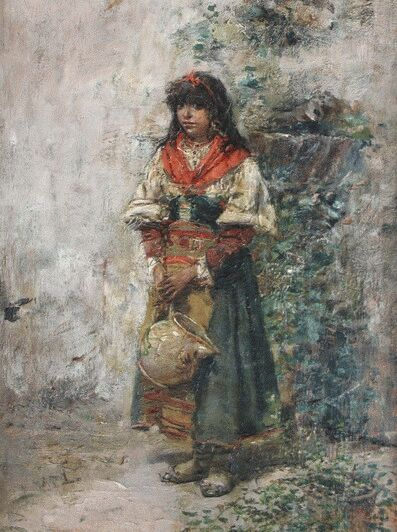
La ciociara.

Influenzato dall'ambiente dei circoli artistici spagnoli di Roma, apprezza principalmente i temi folcloristici italiani dei secoli XVII e XVIII. In seguito, a causa di un viaggio realizzato in Marocco e in Egitto, sviluppa una fase con scene marocchine ed orientaliste.
Nel 1881 ottiene la medaglia d'argento dell'Esposizione Regionale valenziana con la tela Una visita allo studio. Dal 1888, espone regolarmente a Berlino e a Monaco ottenendo vari premi. Nel 1893 il suo acquerello La Filatrice ottiene la medaglia d'argento nell'Esposizione Internazionale di Roma.
Nel 1894 lavora per gli album dedicati alla Regina di Spagna e all'Imperatore di Germania. Nel 1903, dopo essersi sposato da pochi anni, lascia Roma e fissa la sua residenza in un piccolo paese vicino a Xàtiva, nel valenciano, dove risiedono suo fratello Rafael (farmacista di professione) e la famiglia di sua moglie. Lì continua la sua opera pittorica fino alla morte, avvenuta il 31 marzo 1927. Il governo spagnolo lo nomina postumo Cavaliere dell'Ordine Reale di Carlo III.

### Opere
La maggior parte delle sue opere è divisa tra Germania, Belgio, Brasile, Inghilterra, Stati Uniti, Argentina, Francia e Svezia. In Spagna resta poco della sua produzione e quel poco che resta si trova nelle mani di collezionisti privati o di familiari del pittore. Ciò nonostante si conservano eccellenti fotografie, realizzate da March stesso, di gran parte delle sue, poiché fu un grande amante dell'arte fotografica.
Nel marzo del 1994 il Comune di Subiaco realizza una retrospettiva della sua opera pittorica, includendo fotografie realizzate dal pittore sulle usanze e i personaggi sublacensi della fine del XIX secolo; contestualmente Subiaco ha scelto l'acquerello La Filatrice per diverse promozioni di carattere turistico e culturale della regione e inviando riproduzioni delle opere esposte a diverse personalità nazionali ed internazionali, tra i quali la Famiglia reale britannica e l'attrice Gina Lollobrigida, originaria di Subiaco.

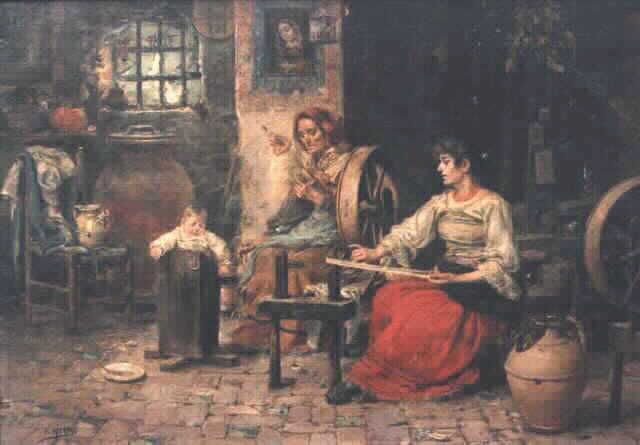
Le tre età.

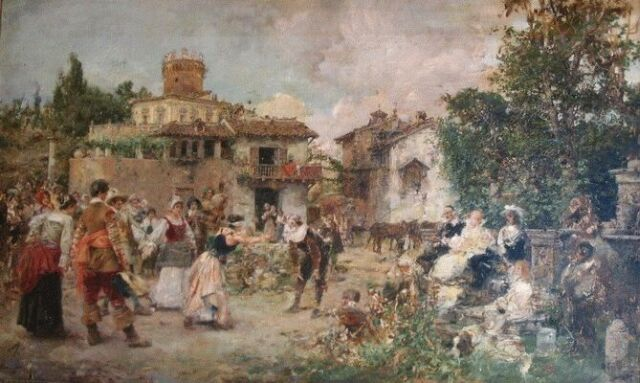
La mosca cieca.

Tra le sue opere, oltre a quelle già citate, sono rilevanti:
- Un battesimo in Spagna
- Le tre età
- Il prestidigitatore
- Venditrice di frutta
- Nel mercato
- Piazza del Mercato di Subiaco
- La Ciociara
- Rissa di galli a Algeri
- La mosca cieca
- Il musicista di paese
- L'Egiziana
- Lezione di musica
- Visita alla casa del bambino
- La schiava
- Vecchio arabo che legge
- Il nonno
- Il prologo
- La ballerina araba
- Un agricoltore nel campo
- Se verrà
- Contadini
- Mercato dei fiori di Valencia